# Iglesia católica en Albania

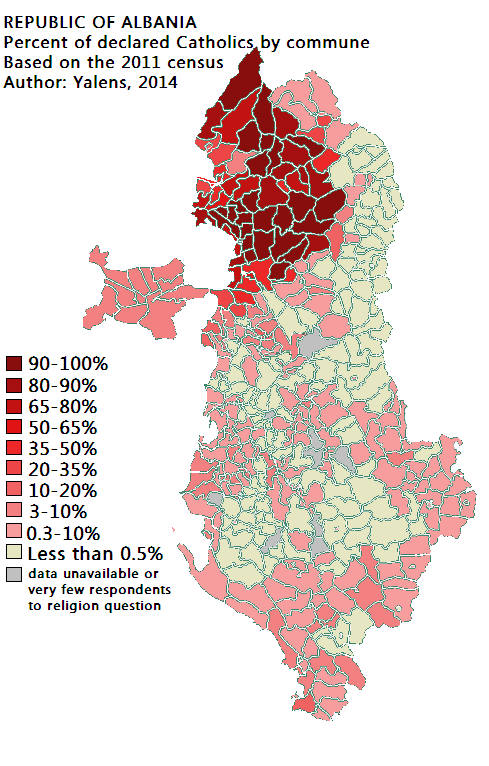
Distribución de los fieles católicos en Albania según el censo de 2011

La Iglesia católica está presente en Albania donde alrededor del 16.8%-17% de la población es católica, siendo la segunda denominación religiosa más grande después del islam. Existen cinco diócesis en el país, incluyendo dos arquidiócesis más una administración apostólica cubriendo el sur de Albania. 
| Nombre                                          | Área               | Fieles  | %    |
| ----------------------------------------------- | ------------------ | ------- | ---- |
| Arquidiócesis de Shkodër-Pult                   | Shkodër            | 133 000 | 65%  |
| Diócesis de Lezhë                               | Lezhë              | 85 000  | 71%  |
| Diócesis de Sapë                                | Zadrima, Vau-Dejes | 90 000  | 45%  |
| Arquidiócesis de Tirana-Durrës                  | Tirana             | 105 000 | 9%   |
| Diócesis de Rrëshen                             | Rrëshen            | 57 000  | 24%  |
| Administración apostólica de Albania Meridional | Albania del sur    | 3000    | 0.2% |